# AEGON International 2009
AEGON International 2009 var en tennisturnering i Storbritannien som ingick i både damernas WTA-tour och herrarnas ATP-tour. 2009 var det premiär för singel och dubbel för herrar då tävlingen tidigare endast varit för damer.

## Seedning

### Damsingel
| 1. Jelena Dementieva 2. Svetlana Kuznetsova 3. Jelena Janković 4. Vera Zvonarjova | 1. Victoria Azarenka 2. Caroline Wozniacki 3. Nadia Petrova 4. Agnieszka Radwańska |

### Herrsingel
| 1. Igor Andrejev 2. Dmitrij Tursunov 3. Paul-Henri Mathieu 4. Fabrice Santoro | 1. Michail Juzjnyj 2. Sam Querrey 3. Andreas Seppi 4. Guillermo García-López |

## Tävlingar

### Damsingel
Damsingel vid AEGON International 2009
- Caroline Wozniacki   vs. Virginie Razzano  7-6, 7-5

### Herrsingel
Herrsingel vid AEGON International 2009
- Dmitrij Tursunov   vs. Frank Dancevic  6-3, 7-6

### Damdubbel
Damdubbel vid AEGON International 2009
- Akgul Amanmuradova / Ai Sugiyama  vs. Samantha Stosur /Rennae Stubbs  6-4, 6-3

### Herrdubbel
Herrdubbel vid AEGON International 2009
- Mariusz Fyrstenberg / Marcin Matkowski  vs. Travis Parrott /Filip Polášek  6-4, 6-4